# Terra de Alexandra
A Terra de Alexandra (em russo:  Земля Александры; Zemlya Aleksandry) é uma grande ilha situada no arquipélago ártico da Terra de Francisco José, no Oceano Ártico. Administrativamente, pertence ao Óblast de Arkhangelsk, Federação Russa.

## Geografia
A Terra de Alexandra é a ilha mais ocidental do arquipélago, não contando a isolada ilha Victoria. Tem uma forma bastante irregular, com um grande recorte na parte sul, que a divide quase em duas partes, unidas por um curto istmo de apenas 3 km.
O ponto mais elevado da ilha tem 382 m. A Terra de Alexandre fica muito perto da Terra de Jorge (Zemlya Georga), da qual está separada pelo estreito designado canal de Cambridge (Proliv Kambritch), que tem largura de 10-15 km e rodeia por completo a ilha por norte e sudeste, ao longo de 75 km.
Esta ilha tem dois cabos orientados a sudoeste na sua costa meridional: cabo Lofley e cabo Ludlow. Outro cabo que aponta para oeste, o cabo Mary Harmsworth, é o ponto mais ocidental do arquipélago da Terra de Francisco José.
Nagurskoye é uma base russa situada na ilha (80° 49′ N, 47° 25′ L). Deve o seu nome ao piloto aéreo pioneiro Jan Nagorski (1888–1976), e foi uma das mais importantes estações meteorológicas no arquipélago durante a Guerra Fria. Esta base conta com uma pista de neve de 1500 m. Um avião de carga Antonov An-72 teve um acidente quando aterrava em Nagurskoye em 23 de dezembro de 1996.

## História

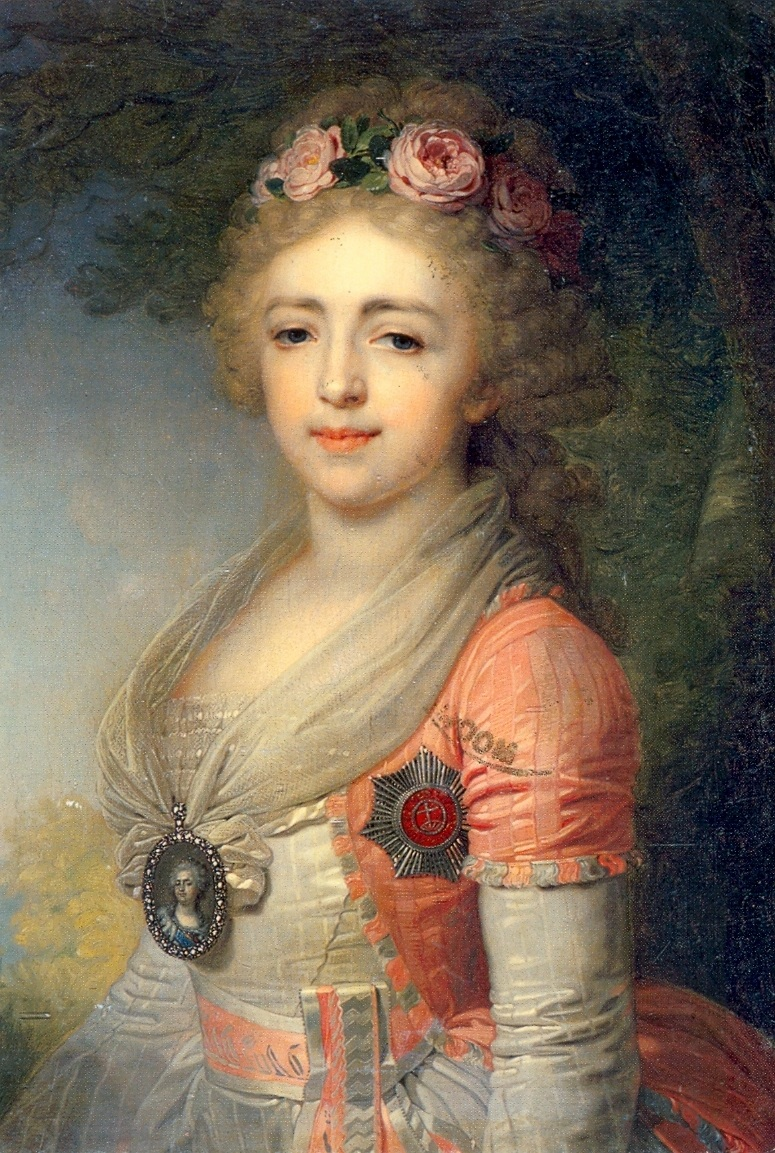
A Grã-Duquesa Alexandra Pavlovna, cujo nome foi usado para a ilha.

A Terra de Alexandra foi assim chamada pela Expedição austro-húngara ao Polo Norte em homenagem à Grã-Duquesa Alexandra Pavlovna da Rússia (1783-1801), que seria arquiduquesa da Áustria pelo seu casamento com o  arquiduque José da Áustria, do Palatinado da Hungria.
O navegante russo Valerian Albanov, do navio Svyataya Anna, chegou ao cabo Mary Harmsworth na Terra de Alexandra em 1914, após uma longa e trágica odisseia no gelo polar. O cabo Mary Harmsworth foi assim chamado em homenagem à mulher de Alfred Harmsworth, Maria. Alfred Harmsworth, membro da Royal Geographical Society, foi o principal patrocinador da Expedição Polar Jackson-Harmsworth de 1894 à Terra de Francisco José.